# Грумело дел Монте
Грумело дел Монте (итал. Grumello del Monte) је насеље у Италији у округу Бергамо, региону Ломбардија.
Према процени из 2011. у насељу је живело 6233 становника. Насеље се налази на надморској висини од 208 м.

## Становништво
| 1936. | 1951. | 1961. | 1971. | 1981. | 1991. | 2001. | 2011. |
| ----- | ----- | ----- | ----- | ----- | ----- | ----- | ----- |
| 3.701 | 4.122 | 4.101 | 4.654 | 5.490 | 5.963 | 6.353 | 7.228 |